# Gündoğdu, Dicle
Gündoğdu là một xã thuộc huyện Dicle, tỉnh Diyarbakır, Thổ Nhĩ Kỳ. Dân số thời điểm năm 2008 là 45 người.